# مارسلینو دوس سانتوس
مارسلینو دوس سانتوس (انگلیسی: Marcelino dos Santos; زاده ۲۰ مهٔ ۱۹۲۹ – درگذشته ۱۱ فوریهٔ ۲۰۲۰) سیاستمدار اهل موزامبیک بود.

## زندگی‌نامه
مارسلینو دوس سانتوس در ۲۰ مه ۱۹۲۹ در لومبو، موزامبیک به دنیا آمد. پدرش فیرمیندو دوس سانتوس و مادرش ترزا سابینو دوس سانتوس نام داشت. پدرش یک فعال سیاسی متعلق به انجمن آفریقایی موزامبیک بود. او در لورنسو مارکز (ماپوتو کنونی) پایتخت موزامبیک بزرگ شد.
او در یک کارخانه تحت کنترل رژیم کارگری پرتغال شروع به کار کرد و با خشونت و نژادپرستی علیه کارگران کارخانه در موزامبیک روبرو شد. دوس سانتوس با وابستگی‌های سیاسی پدرش و تجربیات اولیه کارگری به دنبال ایده‌های خود رفت. هنگامی که او ۱۸ ساله بود، موزامبیک را ترک کرد تا به مدرسه در لیسبون، پرتغال برود، آنجا بود که او با نوشتن و اشعار خود ایده‌های پدرش را در مورد اتحاد در میان کسانی که تحت ستم استعمار پرتغال بودند بیان کرد. 
در خانه دانشجویان امپراتوری در لیسبون، دوس سانتوس و دیگران به‌طور فزاینده‌ای احساسات ملی‌گرایانه خود را گسترش دادند. برخی از مردانی که دوس سانتوس با یکدیگر همراهی داشتند و ایده‌های خود را با آهم به اشتراک گذاشتند، آمیلکار کابرال، آگوستینیو نتو، و ادواردو موندلین بودند که همگی رهبران آینده ناسیونالیست‌ها در گینه بیسائو، آنگولا و موزامبیک بودند. 

## تبعید در پاریس
در اوایل دهه ۱۹۵۰، این دانشجویان ملی‌گرا مورد ظن پلیس سیاسی پرتغال قرار گرفتند و بنابراین دوس سانتوس و دیگران تصمیم گرفتند به کشورهای مختلف فرار کنند. دوس سانتوس به فرانسه گریخت و در آنجا با بسیاری دیگر از ملی‌گرایان آفریقایی تبعیدی کار کرد.  در پاریس دوس سانتوس در میان نویسندگان و هنرمندان چپ آفریقایی زندگی می‌کرد که بخشی از مجله ادبی Presence Africaine بودند. او با استفاده از نام‌های مستعار - Kalungano در نشریات پرتغالی زبان و Lilinho Micaia در اتحاد جماهیر شوروی مجموعه شعرهایی را منتشر کرد.

## تأسیس فرلیمو

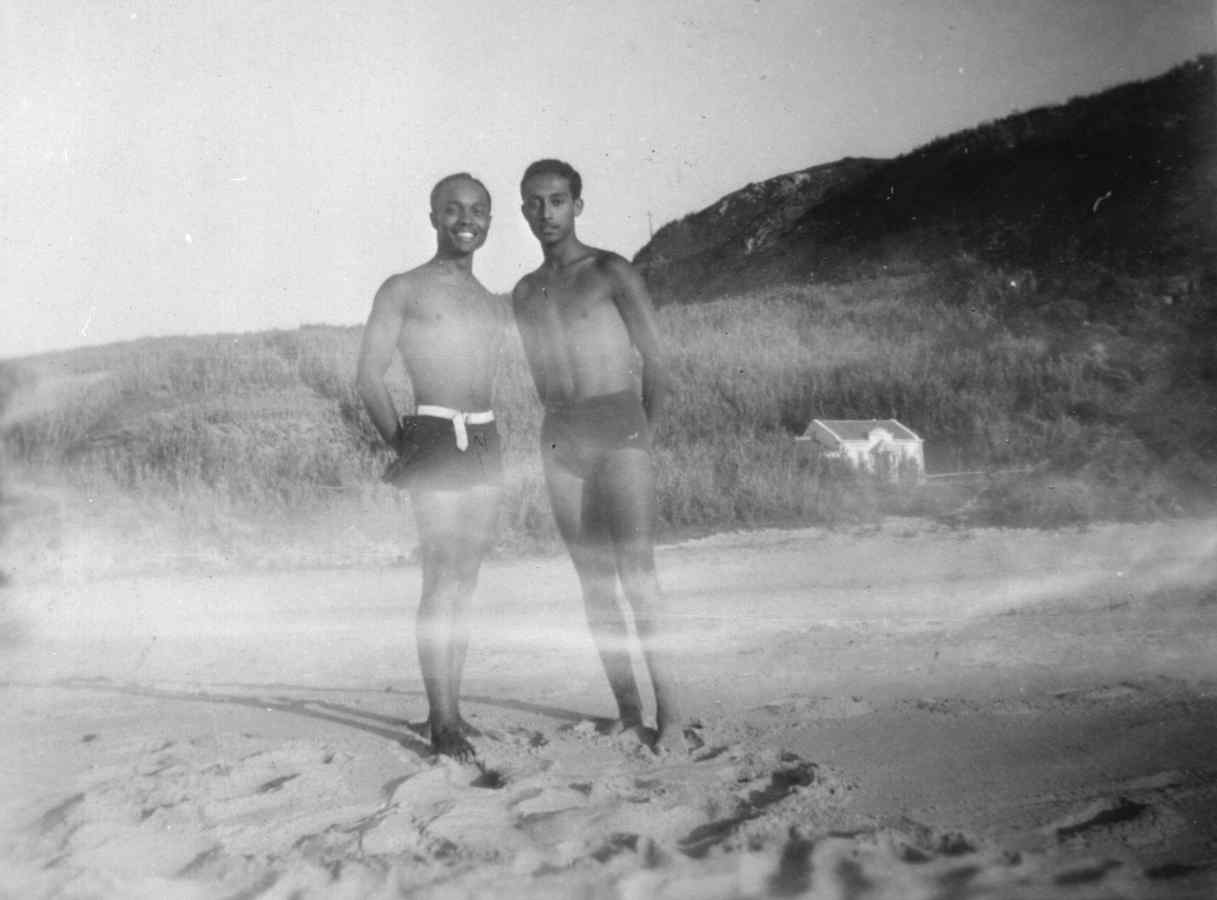
آ«یلکار کابرال و مارسلینو دوس سانتوس در پرتغال

ادواردو موندلین، یکی از ناسیونالیست‌های بسیار اثرگذار آفریقایی که دوس سانتوس در پرتغال با او آشنا شده بود، تصمیم گرفت ایده‌ه یک جبهه متحد برای مستعمرات آفریقایی تحت حاکمیت پرتغال را برای شروع مبارزه برای استقلال به اجرا گذارد و دوس سانتوس از او حمایت کرد.  ارتباطات آکادمیک که مارسلینو و موندلین در زمان جوانی خود برقرار کردند، بخش مهمی از موفقیت فرلیمو بود، زیرا ژولیوس نایرره از عملکرد موزامبیک در خارج از تانزانیا حمایت کرد. در حالی که مارسلینو و دیگرانی که در پرتغال تحصیل کرده بودند، بنیانگذاران آن شدند.
این تأسیس جبهه برای آزادی موزامبیک (فرلیمو) بود. فرلیمو، حزبی که جنگ برای استقلال از پرتغال را برعهده گرفت و به راه انداخت، اولین کنگره خود را در سپتامبر ۱۹۶۲ در تانزانیا برگزار کرد.  سه حزب اصلی موزامبیک  UDENAMO، MANU (اتحادیه ناسیونالیست آفریقایی موزامبیک)؛ و UNAHI  با هم ترکیب شدند و فرلیمو را تشکیل دادند.

## سیاست‌های فرلیمو
از آنجایی که فرلیمو یک جنبش آزادی‌بخش بود، آنها بسیار به کمک و حمایت ملل و سازمان‌های مختلف وابسته بودند. هدف اولیه راه‌های دستیابی به تدارکات و تسلیحات برای جنگ چریکی بود، اما همچنین تمرکز زیادی بر جلب حمایت سازمان ملل وجود داشت.در روند جلب حمایت دیگران، حزب امیدوار بود پرتغال را از بقیه جهان دور و منزوی کند. آنها معتقد بودند که این امر. به طور قابل توجهی تسلط این کشور بر مستعمرات آفریقا را تضعیف خواهد کرد.
بسیاری از کشورهای مختلف به آرمان فرلیمو کمک کردند، تعدادی از کشورهای آفریقایی توجهات را به این جلب کردند که هیچ کشور آفریقایی نمی‌تواند با استعمار سفیدپوستان موجود در آفریقا آزاد باشد. کشورهای سوسیالیستی مانند اتحاد جماهیر شوروی و چین به دلیل جایگاه آنها در شورای امنیت سازمان ملل متحد که در آن به رای دادن علیه استعمار پرتغال ادامه دادند، کمک قابل توجهی بودند.هزینه پیشنهادی فرلیمو به معنای اقدام نظامی علیه پرتغال است. با موندلین به عنوان رئیس جمهور فرلیمو، آنها به آزادی بشر، دموکراسی و صلح جهانی متوسل می‌شوند 

## زندگی سیاسی
موندلین، رهبر نسبتاً میانه‌رو فرلیمو که در ایالات متحده استاد دانشگاه و یکی از مقامات سازمان ملل بود، در ۲ فوریه ۱۹۶۹ با دخالت آشکار جناح طرفدار شوروی در فرلیمو به رهبری اوریا سیمانگو و سامورا ماچل به قتل رسید. مرگ او بسیار اسرارآمیز بود و هیچ قاتلی هرگز به دست عدالت سپرده نشد، اما کاری که این رویداد انجام داد این بود که مارسلینو را در جایگاه بسیار مهمی قرار داد.
مارسلینو دوس سانتوس به عنوان یکی از اعضای سیستم فرماندهی ۳ نفره فرلیمو (دوس سانتوس، اوریا سیمانگو و سامورا مویسس ماچل) انتخاب شد. در اواخر دهه ۱۹۷۰، دوس سانتوس وزیر توسعه اقتصادی بود. او در اوایل دهه ۱۹۸۰ یکی از اعضای دفتر سیاسی فرلیمو و مسئول اقتصاد بود. از سال ۱۹۸۷ تا ۱۹۹۴، دوس سانتوس رئیس پارلمان کشور، مجلس جمهوری بود. او نماینده جناح چپ حزب و یک مارکسیست-لنینیست بود. 

## پایان زندگی
۱ ژوئیه ۱۹۷۰ مارسلینو توسط پاپ به واتیکان دعوت شد و در آنجا نسخه ای از بخشنامه پاپ Populorum Progressio در مورد مشکلات جهان توسعه نیافته به او داده شد. سال بعد او مدال صدمین سالگرد لنین را دریافت کرد.  جنگ با رنامو سرانجام در سال ۱۹۹۲ به پایان رسید، و فرلیمو و رنامو معاهده‌ای را امضا کردند، اما هزینه‌های بجا مانده از گذشته آن کشور را به یکی از فقیرترین کشورها تبدیل کرد.[۱۳] در سال ۲۰۱۵ مارسلینو توسط موزامبیکی‌ها قهرمان ملی اعلام شد. مارسلینو دوس سانتوس در ۱۱ فوریه ۲۰۲۰، در سن ۹۰ سالگی درگذشت.
«بنابراین، در زندگی مانند مرگ، مارسلینو دوس سانتوس، فیلسوفی مشهور، نمادی از زحمت کشان آفریقا در پی استعمار و استعمار نو است که خواستار راه حلی مناسب به رنج جمعی است.»
«مردم نمی‌توانند با تاریخ خود وداع کنند.» - مارسلینو دوس سانتوس